# Пасакаља
Пасакаља (шп. pasar una calle „корачати улицом“) је првобитно био шпанска народна игра. У 16. веку ова игра је стигла у Француску и Италију као плес за позоришне сцене. Пасакаља се у музичким терминима може описати као остинато-варијација. 
Најпознатија пасакаља из доба барока је Бахова „Пасакаља у це-молу“ (BWV 582). Почев од доба касног романтизма пасакаље су почеле да се опет компонују. Композитори неокласицизма су такође били склони овој форми.